# المرجة (قونكة)
بلدية المَرجَة أو (نقحرة: لا المارتشا) (بالإسبانية: La Almarcha)‏ وأصلها المرجة، هي إحدى بلديات مقاطعة قونكة إحدى مقاطعات إسبانيا، و التي تقع في منطقة قشتالة والمنجى وسط البلاد, و المائلة لجهة الشرق من إسبانيا.
يبلغ عدد سكانها 578 نسمة وفقاً لإحصائية سنة (2007).